# La Ferrière-Bochard
La Ferrière-Bochard är en kommun i departementet Orne i regionen Normandie i nordvästra Frankrike. Kommunen ligger i kantonen Alençon 1er Canton som tillhör arrondissementet Alençon. År 2022 hade La Ferrière-Bochard 706 invånare.

## Befolkningsutveckling
Antalet invånare i kommunen La Ferrière-Bochard
| Referens: INSEE |